# Jaro Records
Jaro Records war ein US-amerikanisches Pop- und Jazz-Plattenlabel, das 1959 als Sublabel von The Rank Organisation gegründet wurde.
Das Label Jaro Records wurde 1959 in New York City als Schwesterunternehmen zum Label Top Rank gegründet; beide Tochterunternehmen der Firma Rank Records in London. Erste Veröffentlichung war die LP Around Midnight von Cootie Williams / Wini Brown. Das Jazzlabel bestand nur wenige Jahre; auf ihm erschienen u. a. Alben von Babs Gonzales (Tales of Manhattan), J. R. Monterose (The Message, 1959), Georgie Auld, und Kenny Dorham (The Arrival, 1960). Auf Jaro erschien auch eine Reihe von Singles der populären Musik, u. a. von Siw Malmkvist. Ab Ende der 1970er Jahre wurde der Label-Katalog von Xanadu Records übernommen.
Jaro Records ist nicht zu verwechseln mit dem deutschen Label Jaro Medien.